# Râul Valea Brebului
Râul Valea Brebului este un curs de apă, afluent al râului Fiad. 